# 复旦大学第九宿舍
复旦大学第九宿舍又稱玖园、玖园名人旧居群、国顺路650弄住宅，是位於中華人民共和國上海市楊浦區國順路650弄的建築群，也是復旦大學的宿舍区。苏步青、谈家桢、陳望道、陈建功、谷超豪、胡和生、谭其骧、蒋学模、张薰华、蔡祖泉、陆谷孙等人曾在此居住。复旦大学第九宿舍內有3栋独立小楼，由南向北分别为陈望道旧居、苏步青旧居、谈家桢（陈建功）旧居。這3栋独立小楼均屬於上海市第五批优秀历史建筑。

## 歷史
1956年9月，两栋教授别墅开始动工兴建。这两幢教授住宅建筑面积为197平方米，都是三层别墅。苏步青入住國福路61号教授别墅。陈建功入住國福路65号教授別墅。65号教授別墅的第二位入住者是谈家桢。2011年，建築入选当地区级文物保护单位。2015年，国顺路650弄住宅列为第五批上海市优秀历史建筑，编号YP-J-018-V。
2018年5月，玖园一期陈望道旧居修缮完成。2020年，苏步青旧居、谈家桢旧居開始修缮和改造。2021年，复旦大学第九宿舍被冠以「玖园爱国主义教育建筑群」的稱號。同年7月3日，苏步青旧居、谈家桢（陈建功）旧居正式开放。